# Шарп, Рон
Рон Шарп (англ. Ron Sharpe) — американский кёрлингист.
В составе мужской сборной США участник чемпионата мира 1987 (заняли пятое место). Чемпион США среди мужчин.
Играл на позиции третьего.

## Достижения
- Чемпионат США по кёрлингу среди мужчин: золото (1987).

## Команды
| Сезон   | Четвёртый  | Третий   | Второй           | Первый          | Турниры                        |
| ------- | ---------- | -------- | ---------------- | --------------- | ------------------------------ |
| 1986—87 | Джим Вукич | Рон Шарп | Джордж Пепельняк | Гэри Джоренстед | ЧСШАМ 1987 · ЧМ 1987 (5 место) |

(скипы выделены полужирным шрифтом)